# Dithyrea
Dithyrea es un género de plantas fanerógamas perteneciente a la familia Brassicaceae. Comprende siete especies descritas y de estas, solo 2 aceptadas.

## Descripción
Son hierbas nativas del suroeste de Estados Unidos y el norte de México. Dithyrea maritima es una rara planta que sólo se encuentra en la costa de California y Baja California, se considera a veces una subespecie de D. californica ssp. californica.

## Taxonomía
El género fue descrito por William Henry Harvey y publicado en London Journal of Botany 4: 77–78, pl. 5. 1845.

## Especies aceptadas
A continuación se brinda un listado de las especies del género Dithyrea aceptadas hasta julio de 2014, ordenadas alfabéticamente. Para cada una se indica el nombre binomial seguido del autor, abreviado según las convenciones y usos. 
- Dithyrea californica Harv.
- Dithyrea maritima Davidson